# 七眼桥站
七眼桥站是位于贵州省安顺市七眼桥镇的一个铁路车站，邮政编码561006。车站建于1960年，有沪昆铁路经过该站，现仅办理货运，不办理客运业务，车站及其上下行区间均已电气化。车站距离贵阳站80公里，隶属成都铁路局，是四等站。